# Laekenois
Der Laekenois ist die rauhaarige Varietät des Belgischen Schäferhundes, einer von der FCI anerkannten belgischen Hunderasse (FCI-Gruppe 1, Sektion 1, Standard Nr. 15).
Er ist der seltenste Vertreter dieser Rasse, steht aber den anderen Varietäten des Belgischen Schäferhundes, vor allem dem Malinois, in puncto Arbeitsfreude, Gelehrigkeit und Eignung für Sport und Dienst in nichts nach.
So sehr sich die Belgischen Schäferhunde auch hinsichtlich ihres Fells unterscheiden, so einheitlich sind sie doch in allen anderen Merkmalen wie Körperbau, typischem Verhalten und Wesen.
Wie auch die drei anderen Fellvarianten Groenendael, Malinois und Tervueren wird der Laekenois vor allem als Schutz- und Familienhund gehalten. Bis auf das Fell und dessen Farbe unterscheiden sich die Varianten kaum. Obwohl sie alle eine gemeinsame Rasse bilden, dürfen die Varietäten nicht miteinander gekreuzt werden. In Sonderfällen können die nationalen Zuchtverbände aber Ausnahmen bewilligen.